# Khashlama

Le khashlama, xashlama ou xashlami (en turc : haşlama ; en arménien : Խաշլամա ; en géorgien : ხაშლამა) est une soupe de pommes de terre et de viande de bœuf consommée au Moyen-Orient et au Caucase, précisément en Turquie, en Arménie et en Géorgie.